# Martin Chambers (Geistlicher)
Martin James Chambers (* 8. Juni 1964 in Glasgow; † 9. April 2024 in Troon, South Ayrshire) war ein schottischer römisch-katholischer Geistlicher und designierter Bischof von Dunkeld.

## Leben
Martin Chambers studierte als Alumnus des Royal Scots College Philosophie und Katholische Theologie an der Päpstlichen Universität Salamanca. Er wurde am 26. März 1988 in der Kirche des Royal Scots College durch den Erzbischof von Glasgow, Thomas Joseph Winning, zum Diakon geweiht und empfing am 25. August 1989 in der Pfarrkirche St. Mary in Irvine durch den Bischof von Galloway, Maurice Taylor, das Sakrament der Priesterweihe für das Bistum Galloway.
Nach der Priesterweihe war Chambers zunächst als Pfarrvikar der Pfarrei St. John in Stevenston tätig, bevor er 1993 Pfarrer der Pfarrei St. Thomas the Apostle in Muirkirk wurde. Zudem fungierte er von 1993 bis 1995 als Vizedirektor des Diözesanbüros für die Berufungspastoral und von 1993 bis 2000 war er auch für die Koordination des katholischen Bildungswesens im Bistum Galloway verantwortlich. Nachdem Chambers von 1996 bis 1997 kurzzeitig als Pfarrer der Pfarrei St. Bride in West Kilbride gewirkt hatte, wurde er Pfarrer der Pfarrei St. John in Stevenston. Von 2004 bis 2009 war er für die Missionary Society of St. James the Apostle als Missionar in Guayaquil in Ecuador tätig. 2009 kehrte Chambers in seine Heimat zurück und wurde Pfarrer der Pfarrei St. Matthew in Kilmarnock. Ab 2015 war er zusätzlich Pfarrer der Pfarrei Our Lady of Mount Carmel in Kilmarnock. Daneben fungierte er als Pfarradministrator der Pfarreien St. Paul in Hurlford (2003–2015) und St. Sophia in Galston (2013–2015). Darüber hinaus leitete Chambers ab 2018 das Diözesanbüro für die Berufungspastoral und das Diözesanbüro für die Fortbildung der Ständigen Diakone.
Am 2. Februar 2024 ernannte ihn Papst Franziskus zum Bischof von Dunkeld.
Martin Chambers starb am 9. April 2024 in Troon vor der für den 27. April geplanten Bischofsweihe.